# Francesco Caracciolo

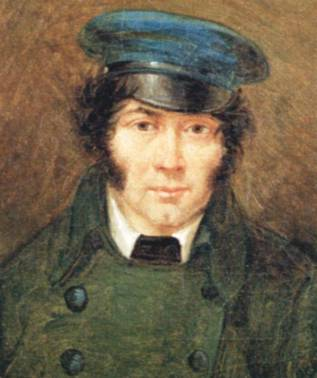
Francesco Caracciolo

Herzog Francesco Caracciolo (* 18. Januar 1752 in Neapel; † 28. Juni 1799) war ein Admiral des Königreiches Neapel und der Parthenopäischen Republik.

## Leben
Caracciolo, Sohn des 1738 zum Herzog erhobenen Michele dei Caracciolo di Brienza und der Vittoria Pescara (dei Duchi di Calvizzano), trat schon als Junge in die neapolitanische Marine ein. An Bord eines britischen Kriegsschiffs nahm er am Amerikanischen Unabhängigkeitskrieg teil. Im Mittelmeer zeichnete er sich mehrfach im Kampf gegen nordafrikanische Freibeuter aus. 1793 kommandierte er ein neapolitanisches Geschwader, das während der Revolutionskriege unter Admiral Hood gegen die Franzosen kämpfte. Er nahm u. a. an den Kämpfen um Toulon und an der Landung auf Korsika teil. Nachdem Napoleon auch das Königreich Neapel erobert hatte, versenkten sich große Teile der neapolitanischen Flotte auf Befehl Nelsons selbst. Nelson ordnete auch die Entwaffnung von Caracciolos Flaggschiff an. Caracciolo zeigte sich wegen der Einmischungen Nelsons in neapolitanische Angelegenheiten und wegen der Nachgiebigkeit des König Ferdinands I. verbittert und folgte diesem nur für kurze Zeit ins Exil nach Sizilien. 1799 übernahm er nur wenige Wochen nach der Ausrufung der Republik den Befehl über die republikanische Marine, mit der er sowohl gegen die verbliebenen königlichen Schiffe als auch gegen die Engländer kämpfte.
Nach der Wiedereinsetzung der Monarchie durch die Briten wurde er entgegen den Kapitulationsbedingungen vor Gericht gestellt (dem Nelson persönlich vorsaß) und zum Tode verurteilt. Obwohl er um eine Erschießung gebeten hatte, henkte man ihn im Hafen von Neapel an einem Mast der Fregatte Minerva und warf ihn danach ins Meer. Seine Leiche tauchte während der Feierlichkeiten zur Wiedereinsetzung des Königs wieder auf. Es wurde umgehend ein christliches Begräbnis in der Kirche Santa Maria della Catena angeordnet.
Francesco Caracciolos Tod, den Nelson aus persönlichen Gründen durchsetzte, und vor allem die Art der Hinrichtung rief in Neapel Wut und Entsetzen hervor. Caracciolo wurde zum Helden der Parthenopäischen Republik und zu einem Patrioten stilisiert, weil er sich der Bevormundung durch Ausländer entschieden widersetzte.
In der Bucht von Neapel ist der Lungomare Caracciolo nach ihm benannt.